# Emder Mühlen
Emder Mühlen sind historische Windmühlen im Stadtgebiet von Emden.

## Geschichte
Die Zunahme der Bevölkerung in der Mitte des 16. Jahrhunderts ging einher mit dem Neubau einiger Bockwindmühlen. Die reformierten Holländer, die während der Religionskriege im 17. Jahrhundert mit ihren Familien aus Brabant und Flandern vertrieben wurden, brachten der Stadt einen erheblichen Aufschwung. Emden glich einer holländischen See- und Handelsstadt mit vielen hohen Packhäusern, Kontoren und Häusern der wohlhabenden Kaufleute. Ein weiteres Zeichen war die Einrichtung der vielen neuen Märkte und Waagen im Land. Der Aufschwung und die Macht Emdens war ebenfalls am neuen Rathaus (1574/1576) erkennbar. In der Stadt Emden wurden allein in dem Zeitraum von 1550 bis 1600 etwa zehn Windmühlen vor allem Mahlmühlen erbaut, um die Versorgung mit Mehl für die Bevölkerung sicherzustellen. Die Errichtung und Verpachtung der Mühlen sowie die Vergabe der Windrechte waren ein Privileg der Stadt Emden. Mit der Rückwanderung der Niederländer war auch die eigentliche Blüte (von 1569 bis 1599) der Stadt Emden zu Ende.
Die Windmühlen waren Zweckbauten und sind heute Denkmäler der Technik, der Kultur und der Sozialgeschichte. Die Umstrukturierung in der Landwirtschaft hat nach dem Zweiten Weltkrieg wesentlich zu dem Mühlensterben geführt, von dem der gesamte Landstrich betroffen war. Hinzu kam der vermehrte Druck der modernen Großmühlen, die ihre Kunden preisgünstiger als die Windmüller mit Mehl in gleich bleibender Güte beliefern konnten. Nur wenige dieser übrig gebliebenen Mühlen sind heute noch voll funktionsfähig.
Bereits auf den ältesten Stadtplänen der Stadt Emden sind Windmühlen verzeichnet, so auf dem Plan vor der Erbauung des neuen Emder Rathauses, gestochen von Braun und Hogenberg gegen 1570, mit dem Titel: „Embdena, Embden, vrbs Frisiae orientalis primaria.“ Auf diesem Blatt sind bereits drei Ständer- oder Bockwindmühlen ersichtlich. Ein weiterer Plan von Braun und Hogenberg mit dem gleichen Titel, gestochen 1595, zeigt eine weitere Mühle auf dem Gelben Mühlen Zwinger. Eine weit größere Anzahl von Bockwindmühlen, insgesamt neun, sind auf dem Stadtplan aus dem Jahre 1599 mit der Jahreszahl 1619, von Peter Bast aus Antwerpen gestochen, eingetragen.
Weitere Windmühlen waren auf den Stadtplänen des 17. Jahrhunderts auf den Bastionen des Walles ersichtlich, so auf dem Plan der Stadt Emden nach der Einbeziehung der Vorstädte in die Stadtbefestigung von 1615 bis 1635 oder auf dem Plan der Stadt von Nicolaus Geelkerek von 1616. Urkundlich konnte das Vorhandensein der Mühlen auf den Zwingern des neuen Stadtwalls zu dieser Zeit jedoch nicht belegt werden. Aufschlussreicher war der Aufriss der Befestigungsanlagen der Stadt, verfasst von dem Festungsbaumeister Gerhart Evert Pilooth vom 22. Januar 1615 mit dem Titel: „Annotitie des ausgelechten Werkes.“ Dieser Plan befindet sich im „Trifolium aureum“ der Stadt Emden unter Nr. 24. Mühlen wurden von ihm auf den neuen Festungsbastionen der einbezogenen Vorstädte nicht eingezeichnet, jedoch konnte mit diesem Plan die Lage urkundlich erwähnter Mühlen bestätigt werden.
Neben den zahlreichen Urkunden war auch von wesentlicher Bedeutung bei der Suche von Windmühlen der „Plan der Stadt Emden“ von H. G. Oosterloo aus dem Jahre 1852. In dem dazugehörenden Verzeichnis war jede damals vorhandene bzw. abgebrochene Windmühle unter Wyk, Companie und Nummer eingetragen.

## Windmühle vor der Burg

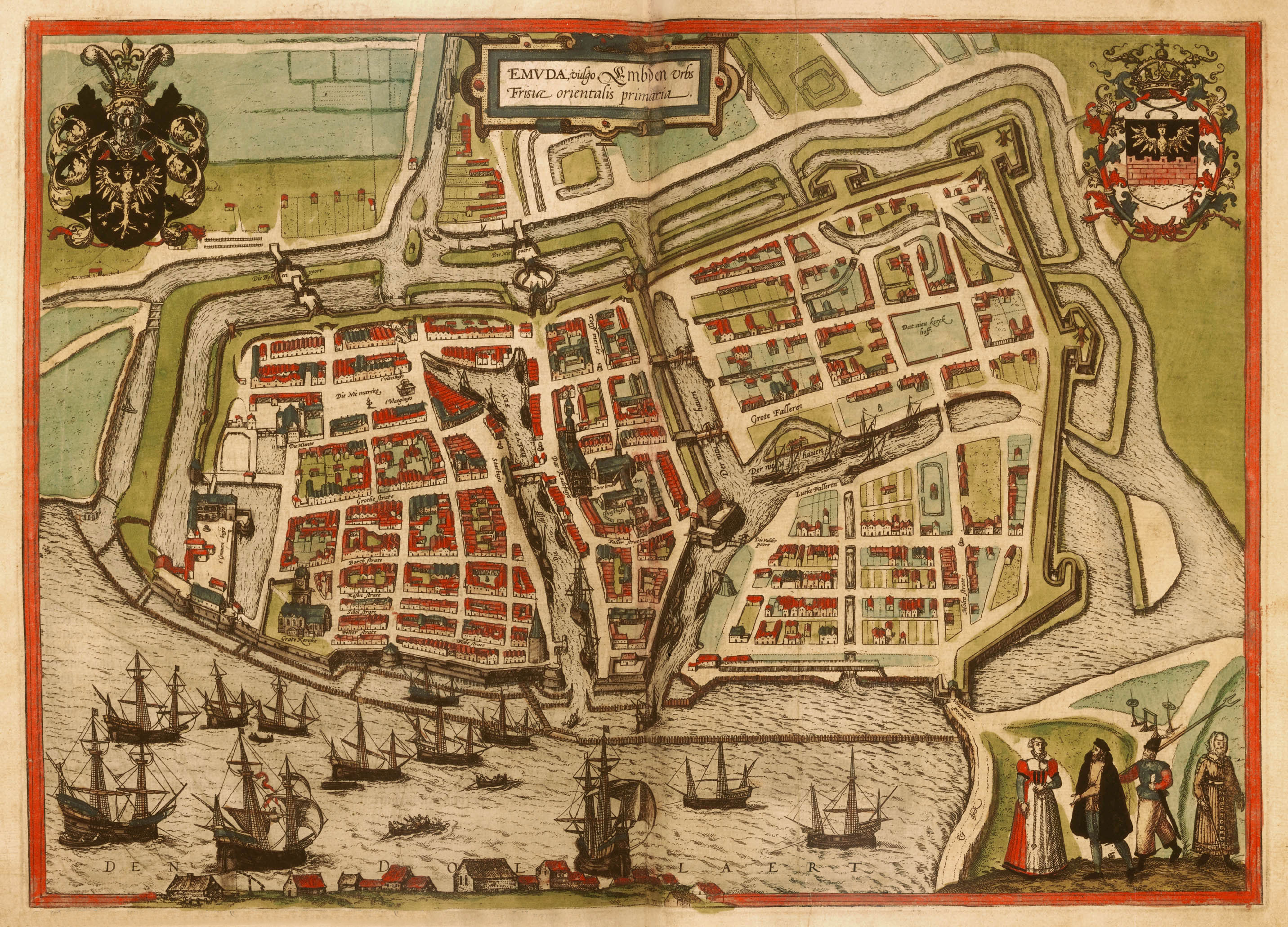
Emdem um 1575
Zwei Mühlen rechts auf dem Wall

Die urkundliche Erwähnung von Windmühlen in Emden setzte verhältnismäßig früh ein. Die älteste im Stadtgebiet Emden schriftlich erwähnte Mühle findet sich in Friedländers „Ostfriesischem Urkundenbuch“, Urkunde 509 vom 28. Juli 1431. Bei dieser Urkunde handelt es sich um eine Quittung der Häuptlinge Edzard und Ulrich, in der unter anderem erwähnt wird, dass sie von den Hamburgern neben dem Schloss und der Stadt Emden „twintich smale tunnen rogghen, veer unde dertich smale tunnen vul meels, dorteyn melke koye, twe winden to den armborsten unde ene windmolen myd erer tobehoringhe vor der borgh“ erhalten haben. Wo diese Mühle gestanden hat, ist nicht feststellbar, da darüber keine weiteren Urkunden gefunden wurden. Im Text der genannten Urkunde wird die Mühle „vor der borgh“ erwähnt, also nördlich der Burg. Die Mühle lag des freien Windes wegen wahrscheinlich entweder auf dem Larrelter Deich, dem Mittelwall, dem späteren Kattewall. Eggerik Beninga führt in der „Cronica der Fresen“, Band 1, unter den Auricher Handschriften die Urkunde Nr. 358 b aus dem Jahre 1466 auf und er erwähnt eine Mühle in Emden: „In dussen jaere is ock de molen avor de borch Embden gestiftet und gebuwet.“ Weiter berichtet Houtrouw in seinem Buch Ostfriesland, dass jede der Bastionen eine Windmühle trägt, nach deren Namen diese zum Teil benannt worden sind und deren vielleicht älteste schon von Ulrich Cirksena nahe der Burg erbaut worden ist. Sie bildeten bei einer Belagerung naturgemäß die erste Zielscheibe des Feindes, der den Belagerten die Mehlzubereitung unmöglich machen wollte. Zu diesem Zweck wurden einige eiserne Handmühlen bereitgehalten, von der noch eine auf der Rüstkammer zu sehen war.

## Larrelter Mühle

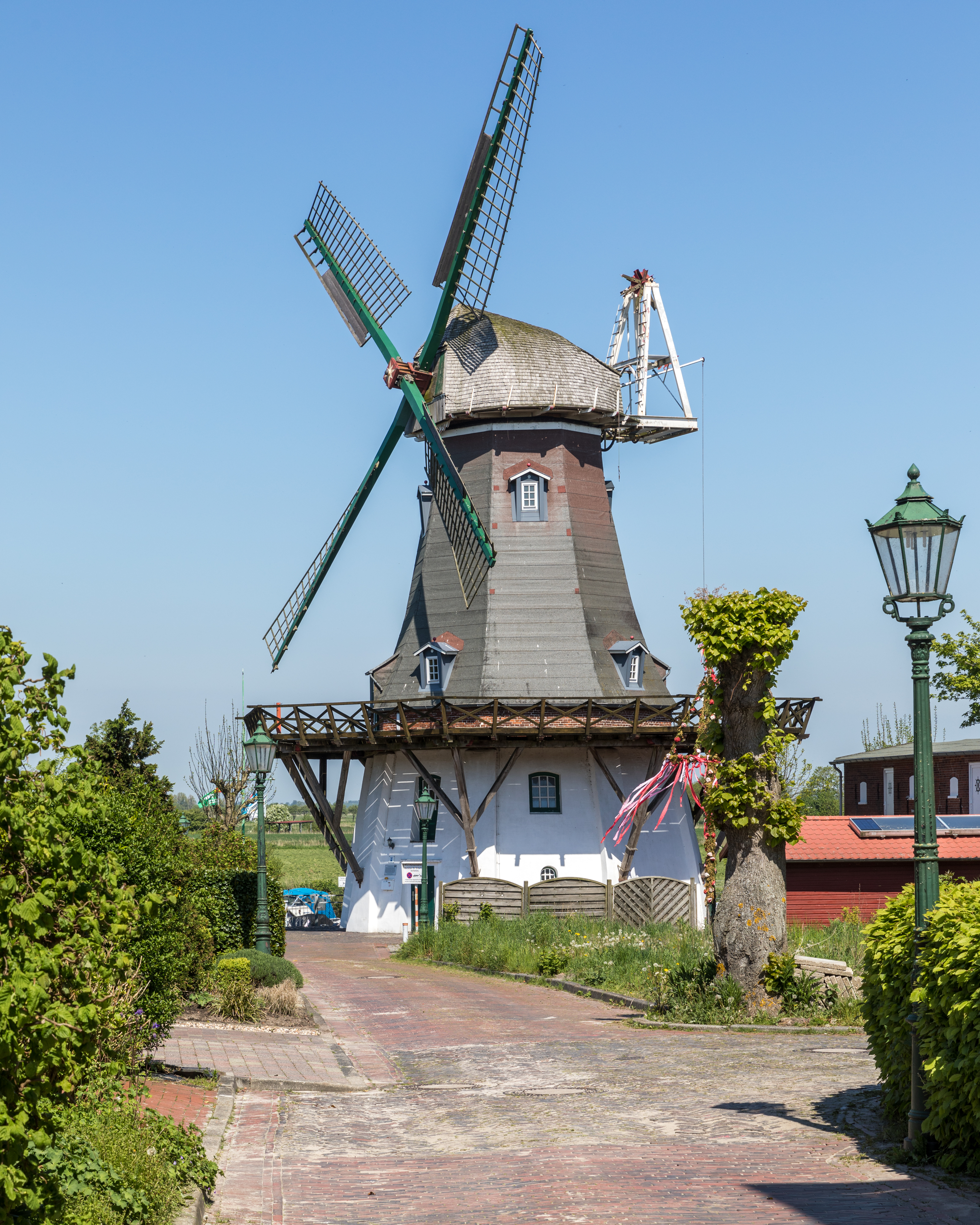
Larrelter Windmühle (2023)

Die Larrelter Mühle im Stadtteil Larrelt wurde 1732 gebaut. Sie trägt den Namen "Kost Winning". Anfangs war sie ein Jalousieflügler, wurde aber später aus finanziellen Gründen vom Müller zum Segelflügler umgerüstet. Schon damals hatte die Mühle eine Windrose und war damit ihrer Zeit voraus.
Drei Jahre nach der Fertigstellung kam es zu einem Konflikt mit den Müllern umliegender Dörfer, weil Müller Weyen zu Larrelt Getreide von Dorfschiffern am Larrelter Tief mitbringen ließ und mahlte. Die Müller aus Groothusen, Hamswehrum, Upleward, Campen Rysum und Loquard beschwerten sich am 9. November 1735 bei der Regierung in Aurich; unterschrieben hatte die Beschwerde der Erbpachtmüller Menke Harms aus Groothusen. Die Müller setzten sich durch. Die Regierung verhängte am 24. Februar 1736 ein Verbot; der Müller durfte nur noch für Larrelt, Twixhum, Wybelsum und Logumer Vorwerk mahlen. Auch die Müllerwitwe Greetje Coorts verstieß gegen die Anordnung, sie musste 1787 zehn Reichstaler Strafe zahlen. Sanktioniert wurde ebenso der Müller Jan Harms, an den sie die Mühle verpachtet hatte.
1804 gehörte die Mühle dem Müller Willem Cordes Mülder, der sie seinen Kindern hinterließ. 1831 ging sie an die Kaufleute Cremer und Focken aus Leer. 1845 wurde sie versteigert. Der Vater des letzten Müllers Geriet Dupree ließ 1905 einen Sauggasmotor einbauen. Bis 1948 wurde mit Wind gemahlen. 1974 wechselte die Mühle erneut den Besitz, der Käufer war Horst Voigt. Das Mahlen wurde eingestellt.
1978 ging die Mühle in den Besitz der Stadt Emden über. Die Mühle war im Laufe der Zeit verfallen, 1990 bereitete die Stadt die ersten Schritte für den Abriss vor. Bürger begannen jedoch damit, die Mühle zu restaurieren. Als die Stadt bereit war zum Abriss, stand die Mühle bereits zur Hälfte wieder. Von da an unterstützte die Stadt die Mühle finanziell. Die letzten Teile wurden 1992 angebracht. 1996 wurde die Mühle saniert mit wiederaufgebautem Mahlgang. Sie erhielt neue Flügel und eine neue Windrose.
Ende 2014 erhielt die Mühle ein neues Paar Flügel, die mit Spenden finanziert wurden. Die neuen Stahlflügel sind leichter, robuster und durch heutige Kenntnisse besser geformt worden als die alten, die ein Jahr zuvor wegen Fäulnisschäden vor einem Sturm abgenommen werden mussten.

## „De goede Verwagting“, Windmühle auf dem Kattewall
Im Jahre 1801 wurde anstelle der früheren sogenannten „Kleinen Mühle“ auf dem Kattewall eine neue Mühle aufgebaut. Die ältere Mühle hatte an dieser Stelle bereits bedeutend früher gestanden, denn am 17. Oktober 1533 bekannte Enno, Graf zu Ostfriesland, Folgendes: „Nachdem wir zu unsrer Stadt Embden nottruft die Molen, so Wolter Müller tho Lutke Borsum gehet, bynnen Embden to setten befohlen, haben wir ihm de platse by unserm Schathuß up dem Wall by das Rundeel, dazu den Wind zu der Molen gnädiglich geschenkt.“
Am 25. November 1533 bekam er Geld zum Bau der Mühle. Johann Bullich erhielt am 16. Januar 1568 die Genehmigung von Gräfin Anna, seine vom Winde umgeworfene Mühle „achter dem Schathuse up dem Bolwerk wieder aufzuzimmern.“
In späteren Jahren wird die Mühle noch häufiger erwähnt, so auch in einem Gesuch des Müllers Albert Houkes, welcher schrieb, die Mühle sei „am 21. April 1625 durch die gewaltige Hand des Allerhöchsten dermaßen verletzt und niedergeschlagen“, dass er sie lange Zeit nicht hat gebrauchen können. Am 15. Juni 1799 erwarb die vereinigte Mühlensozietät die „Kleine Mühle“ von Wilt Gerdes Vietor für 13.000 Gulden in Gold. Die oben erwähnten Standorte werden lagemäßig mit der späteren Windmühle „De goede Verwagtigt“ identisch sein, denn am 1. Dezember 1810 brannte die vorhandene Mühle ab. Sie wurde bald danach als Holländerwindmühle wiederaufgebaut und erhielt den Namen „De goede Verwagting.“ Im Adressbuch von 1877/1878 wurde in der Mühlenwarf Nr. 3 der Kornmüller Jan H. Ulferts aufgeführt.
In der Nacht vom 26. auf den 27. Oktober 1888 fiel die Mühle erneut einem Brand zum Opfer und wurde 1889 von dem Mühlenbauzimmermeister Jürgen Mönck aus Großefehn wieder aufgebaut. Nachdem die Flügel im Jahre 1923 durch den Müller Hinrikus Pannenborg herunter genommen worden sind, steht nur noch der Mühlenstumpf nebst Achtkant und Kappe. Am 6. September 1944 ging die Mühle, wie auch die anderen Gebäude in der näheren Umgebung, bei einem Luftangriff verloren. Im Jahre 1955 wurde der steinerne Achtkant abgebrochen, so dass der alte Mühlenstandort, nachdem auch das Nebengebäude mit dem Schlussstein im Fenstersturz „De Bakker Ambts Rogge Molen“ 2003 abgebrochen wurde, heute nicht mehr erkennbar ist.

## „De groote Pelmölen“ auf der Katte
Im Verzeichnis zum Plan der Stadt Emden von H. G. van Oosterloo aus dem Jahre 1852 wurde der erste Hinweis auf die große Peldemühle gefunden, welche in der Wyk 3a unter der Companie 10 Nr. 37 verzeichnet ist.
Die Große Peldemühle lag an der Katte auf einem Hügel des Walles zwischen dem Alten Graben und dem Meister Geerds Zwinger. Am Fuße dieses Hügels befindet sich heute die Wallbrücke über den Alten Graben an der Abdenastraße. Die Erbauer der Mühle haben am 14. März 1698 zum ersten Male von der Stadt Emden eine Octroy auf 25 Jahre erhalten, die vom Bürgermeister und Rat der Stadt Emden im Jahre 1721 verlängert wurde. Der Vertrag vom 14. März 1698 ist nicht auffindbar, jedoch sind die Namen der Privilegierten bekannt: Commys Swaert, Warner Scholten, Jakob Kop, Jan Tobias und Engebert Bartholomäus. Im Jahre 1721 erteilte die Stadt Emden erneut eine Octroy, die wieder auf 25 Jahre vergeben wurde.
Die Octroy war für zwei Windmühlen ausgestellt worden, und zwar für die Wallmühle und die Kleine Peldemühle („De goede Verwagting“), die am Kattewall stand. Die auf dem Stadtwall stehende Bockwindmühle, die Große Peldemühle, brannte 1735 ab. Im gleichen Jahr, am 6. Juli 1735, und am 15. April 1771 wurde die bestehende Pacht erneuert bzw. verlängert.
Verschiedene Pächter haben nach 1735 versucht, die Mühle wirtschaftlich zu betreiben. So auch der Pächter Weyen, der die Mühle nach kurzer Zeit wieder verließ, da er nur wenig Getreide zu mahlen hatte, obwohl die Große Peldemühle verkehrsgünstig am Alten Graben lag. Nur bei dieser Mühle in der Stadt bestand die Möglichkeit, das Getreide direkt vom Schiff zur Mühle und umgekehrt zu bringen. Auch die nachfolgenden Müller beklagten sich über den schlechten baulichen Zustand sowie die Auftragslage.
Ein schweres Unwetter mit Gewitter, welches über Emden am 10. August 1868 niederging, führte zum Mühlenbrand, der nicht gelöscht werden konnte, die Mühle wurde danach nicht wieder aufgebaut.
Auf den weiteren Bastionen der Wallanlagen, dem Meister-Gerds-, Heu-, Albringwehrster- und Vogelsangzwinger haben seit alters her keine Windmühlen gestanden. Erst auf dem Marienwehrster Zwinger wurde 1804 eine neue Windmühle erbaut, dessen Grund und Boden 1802 in einer Versteigerung dem Meistbietenden zugeschlagen wurde.

## Die Windmühle „De Vrouw Johanna“

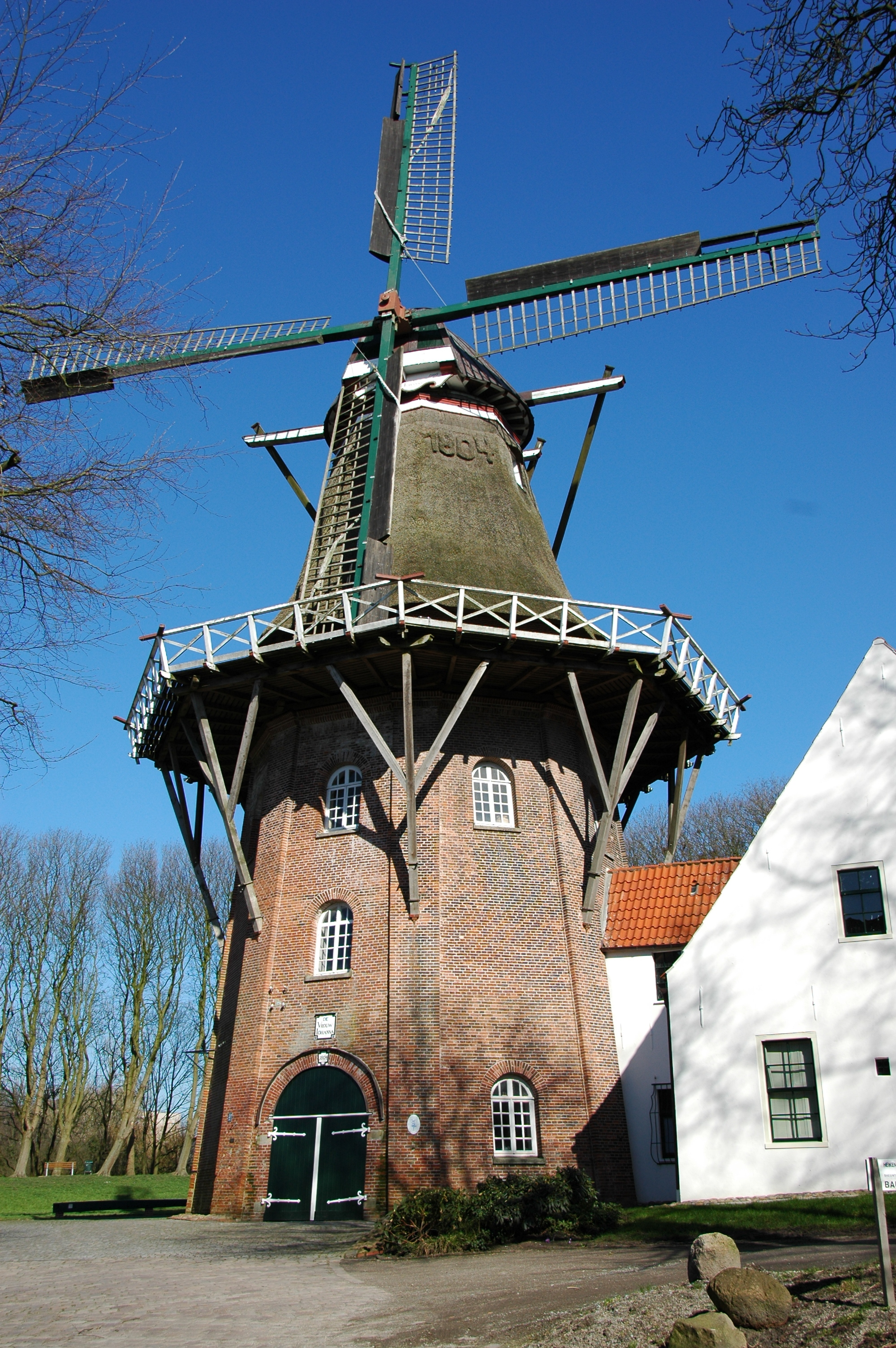
De Vrouw Johanna

„De Vrouw Johanna“ besitzt derzeit als einzige große Windmühle auf dem im 17. Jahrhundert errichteten Stadtwall ihre weithin sichtbaren Flügel. Die Windmühle nebst Müllerhaus wurde in den Jahren 1804/1805 von einer Gesellschaft errichtet. Vorher hatte bereits im Jahre 1801 der Kaufmann und Roßmüller Vietor die Erlaubnis zum Bau einer dreistöckigen Peldemühle mit einem Kostenaufwand von 30 bis 40 000 holl. Gulden bei der Kriegs- und Domänenkammer einholen wollen. Diese wurde ihm aber mit Schreiben vom 18. August 1801 verweigert, da geplant war, den Grund und Boden meistbietend zu versteigern. Die Müller der Stadt und auch die Bäckerzunft legten gegen den Bau einer dritten Peldemühle eine Resolution vor, in der sie massiv Einspruch erhoben.
Zur Zeit der Abfassung des Vertrages war Kaufmann B. von Olst Direktor der Mühle. Am 27. Oktober 1849 wurde der Buchhalter M.N. Kruckenberg genannt. Dieser war damals auch Buchhalter der Großen Peldemühle an der Katte. Namen von Pächtern der Johanna-Mühle aus dieser Zeit sind nicht bekannt, jedoch wird urkundlich der Pachterlös genannt, der 650 Reichsthaler in Gold betrug. 44 Jahre befand sich die Mühle „De Vrouw Johanna“ in ungestörtem Besitz der Anteilseigner. Erst danach sind die Anteile der Rhederei im Laufe der Zeit teils durch Vererbung, aber auch durch Verkäufe in andere Hände übergegangen. Die Erben sowie die Erwerber waren urkundlich feststellbar. Neben den drei Erben Conrings wurden aktenmäßig weitere 22 Anteilseigner festgestellt.
Bei dem Durchfahrt-Galerieholländer handelt es sich um eine aus Ziegelsteinen errichtete dreistöckige Mühle, über den sich der hölzerne Achtkant erhebt. Die einzelne Rute hatte eine Länge von 24,0 m. Früher hatten die Stahlflügel hölzerne Spitzen und Jalousetten, die 1956 entfernt worden sind. So besitzt sie, wie die früheren Emder Mühlen keine Windrose, sondern noch den ursprünglichen Steert, an dessen unterem Ende sich die Kröjhaspel (Drehwinde) befindet. Hiermit wird die Kappe samt den Flügeln in den Wind gekröjt. Nachdem der Müller Hinderk Hermann Foget am 4. Januar 1908 verstarb, erbte der Sohn Hermann die Mühle. Aufgrund des Erbscheines vom 29. September 1916 wurde die Witwe des Hermann Foget, Lutine Jurine Johanna Foget, geb. Mennenga, Eigentümerin der Mühle. Der Mühlenbaumeister Heinrich Harders erbte die Mühle von der Vorgenannten. Dieser verkaufte am 19. November 1956 das Anwesen an den Holzkaufmann Karl Schüür in Emden, der hier eine Holzhandlung betrieb. Die Stadt Emden erwarb am 20. September 1974 die Windmühle von Frau Schüür. Die Stadt restaurierte 1977 und im folgenden Jahr die Mühle, damit diese der Nachwelt erhalten bleibt. Am 23. Juli 1982, nachdem die Mühle wieder soweit hergerichtet war, konnten sich nach 26 Jahren wieder die Flügel im Winde drehen. Auch in der nachfolgenden Zeit betreute Dietrich Janßen die Mühle, jedoch wurden die Schäden an der Kappe immer größer. Es lag eine unmittelbare Gefährdung vor, so dass die Mühlenflügel heruntergenommen werden mussten.
Im Oktober 1994 wurde der Emder Mühlenverein e.V. gegründet, der die Restaurierung betreut. Dieses war durch Zuwendungen der Gerhard ten Doornkaat-Koolman-Stiftung, der Klosterkammer Hannover, der Deutschen Stiftung Denkmalschutz und besonders des Arbeitsamtes Emden möglich. Auch Rat und Verwaltung der Stadt Emden stellten Mittel zur Verfügung, aber besonders die Spendenfreudigkeit der Emder Bevölkerung und Emder Firmen motivierten den Vorstand immer wieder, seine Bemühungen um die Restaurierung der Mühle fortzusetzen. Der Achtkant, der aus Sicherheitsgründen im Frühjahr 1997 abgenommen werden musste, fiel in der Nacht vom 24. auf den 25. Juni 1997 einem Brandanschlag zum Opfer. Am 13. Oktober 1998 setzte ein Autokran den neuen Achtkant und die restaurierte Mühlenkappe auf den Mühlenstumpf. Auch erhielt der steinerne Achtkant eine neue Galerie. Am 22. Dezember 1999 begann die Montage der Flügel, die im Frühjahr 2000 beendet wurde. Durch den Einbau von zwei Mahlgängen und einem Peldegang ist die Mühle wieder in der Lage, Korn zu mahlen bzw. zu pelden.
2004 wurde die Windmühle „De Vrouw Johanna“ 200 Jahre alt. Im Rahmen der Ausrichtung der bundesweiten Auftaktveranstaltung des 11. Deutschen Mühlentages in Emden wurde dieser Jahrestag mit einem großen Mühlenfest über Pfingsten begangen. Gleichzeitig konnte der Abschluss der Restaurierung der Mühle gewürdigt werden. Von 1995 bis 2004 wurden rund 650.000 Euro investiert.

## „Olde Stadtmoele up dem Bonnes“ und die Mühle auf dem „Gelben Mühlenzwinger“
Diese Mühle gab der Mühlenstraße ihren Namen. Bereits in den Emder Kontrakten Protokollen kommt diese Bezeichnung am 24. Dezember 1571 zum ersten Mal vor: Tonnes Fransen hat dem Enno Tammen, Bürgermeister in dem Dam (Appingdamm) Rente verkauft aus einem Werf up dem Bonnes in der Moelenstrate zwischen Junker Tydo van Knipens im Osten und de Frouwe van Goedens im Westen. Nach Johannes Stracke. Die Bonnesse, in Ostfriesland 1957/3, Seite 20ff, stand die Mühle auf dem Deich, der Kleinfaldern im Norden umgab, etwa dort, wo heute der Bunker steht.
Außerdem wurde die „Bonness Mühle“ in den Kämmerei Rechnungen erwähnt. Die Gelbe Mühle wurde auf folgenden Stadtplänen dargestellt: 1576, 1595, sowie 1599. Die Mühle befindet sich ebenfalls auf dem Plan der Befestigungsanlagen der nördlichen Hälfte der Stadt, gezeichnet von G. E. Piloot mit Datum vom 22. Januar 1615.
Die Mühle wurde 1574 abgebrochen und wenig später sagten die Kämmerei Rechnungen über den Neubau der Mühle auf dem Gelben Mühlenzwinger wieder folgendes aus: „(5. Juni 1574) bethalt an Mr. Marten arbeidtlohn voer de nye moelen up die Valder whall up den Auricker dwenger tho setten 19g. 5sch.“
In einem Kaufkontrakt vom 22. September 1728 nannten als Verkäufer der Roggenmühle nebst Wohnhaus der Müller Frans Buys sowie als Käufer Focke Loets und dessen Ehefrau Grietje e Tholen. Die Witwe Grietje Tholen veräußerte am 27. August 1762 an ihren ältesten Sohn Thole Focken sowie an Jan Doeden gemeinschaftlich gegen ein wöchentliches Entgelt von 3 Gulden die Mühle nebst Wohnhaus. Thole Focken und Jan Doeden waren zur gleichen Zeit Müller auf der „Großen Mühle“ und „Kleinen Mühle“, die sich auf dem Wall bzw. am Kattewall befanden. In dem Schreiben vom 27. November 1762 an die Stadt Emden schilderten die Erwerber Müller Focken und Doeden den schlechten baulichen Zustand der Roggenmühle und baten um die Abbruchgenehmigung. Die Genehmigung zum Abbruch und Neubau wurde vom Magistrat ohne Auflagen erteilt. Am 16. März 1763 wurde jedoch eine „Gehorsamste Bittschrift der hiesigen Bäcker und Kornbranntweinbrenner“ gegen den Abbruch der Mühle erhoben. Die Antragsteller befürchteten Nachteile für ihre Geschäfte. Außerdem wurde gegen die beiden Müller ein Prozess angestrengt. Das Urteil fällte das Amtsgericht in Emden am 6. Juli 1763. Danach bekamen die Bäcker und Kornbranntweinbrenner Recht. Die Begründung lautete: Die Versorgung der Bevölkerung sowie der Emder Garnison mit Mehl hätten Vorrang.
Fürbringer erwähnte die „Gelbe Mühle“ im Anhang zum Buch „Die Stadt Emden“ mit folgendem Text: „Die vereinigte Mühlensozietät erwarb laut Kontrakts vom 16. November 1799 vom Müller Jan Willems die am Nordertorzwinger (Auricher Zwinger, jetzt Stadtgarten) stehende Mühle, genannt die gelbe Mühle, für 15.000 Gulden in Gold.“
Bei einem Grundstückstausch zwischen der Stadt Emden und der vereinigten Mühlensozietät am 9. Juni 1820 wurde ein Grundstück an der „gelben Mühlen“ genannt. Im „Grundriß der Stadt Emden mit Verzeichnung der Verwüstungen der Sturmfluth des 3. und 4. Februars 1825“, gezeichnet van A. D. Cramer, Cand. jur., wurde die Mühle nicht mehr dargestellt. Auf dem Gelben Mühlen Zwinger entstand der Stadtgarten.

## „De Roede Molen“ auf dem „Roten Mühlenzwinger“

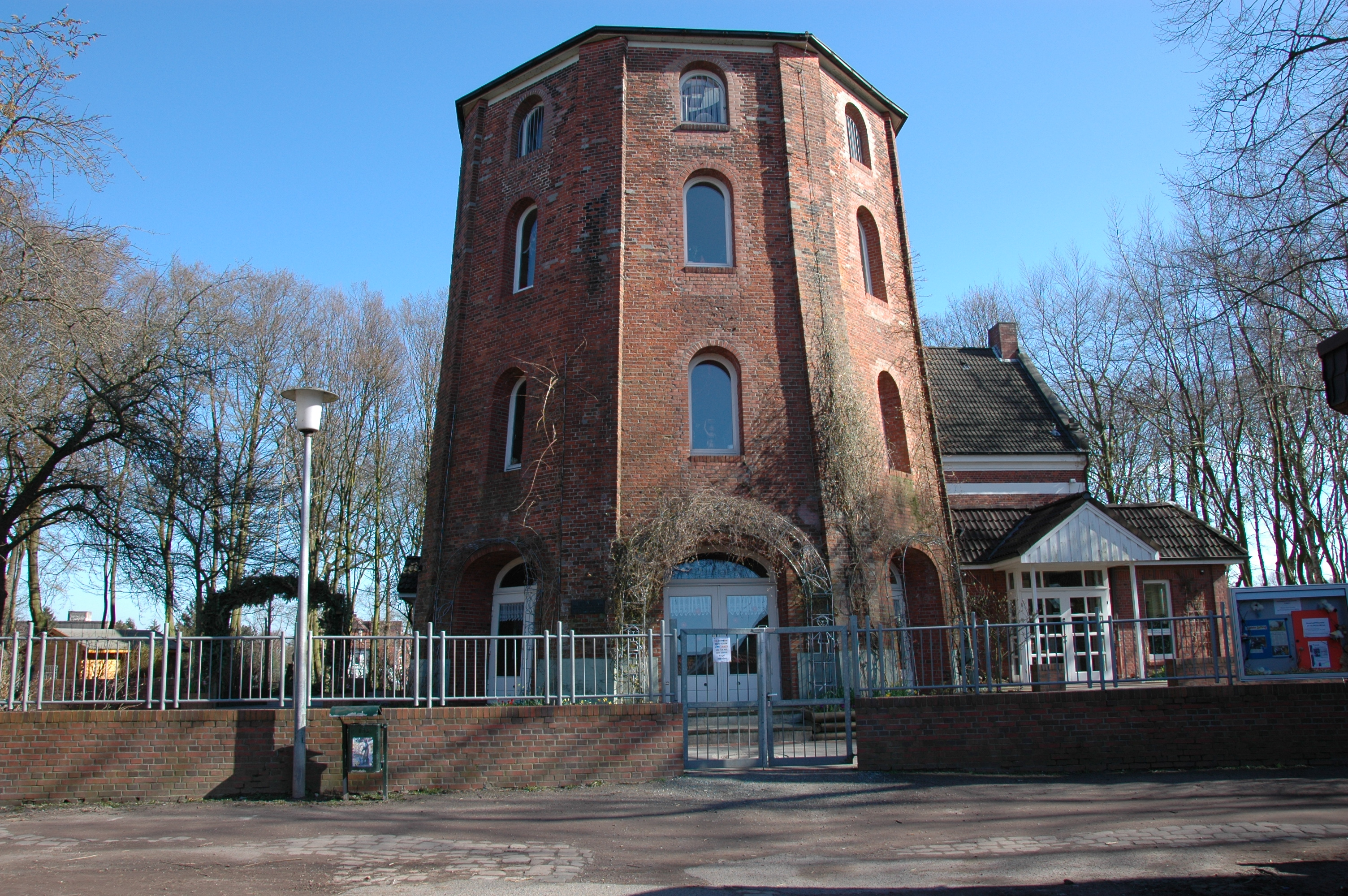
Der Rest der "Roten Mühle" beherbergt heute einen Kindergarten.

Die Rote Mühle wurde 1573 auf dem „Valdern Wall“ errichtet. Im Jahre 1574 folgten auf demselben Wall die südliche und die nördliche Mühle, die Weizenmühle und die Gelbe Mühle. Die Rote Mühle befand sich ebenfalls auf den ältesten Stadtplänen von Emden aus den Jahren 1572, 1576 und 1595.
Walther Voigt schrieb: „Das erste urkundliche Vorkommen dieser Mühle befindet sich in den Emder Kontrakten Protokollen unter XVII, 281 am 13. März 1584: Rote Valder Moele. 1702 kaufte Jan Otten Dirck Dircks Mühle, die Rote Mühle genannt.“ 1712 erhielt Heinrich Onnen die rote Mühle in Erbpacht und er bezahlt ein Windgeld von 30 Reichstaler jährlich. Bereits am 13. Juni 1794 erwarb die vereinigte Mühlensozietät von dem Müller Wilke Nannen die rote Stander-Rocken-Mühle für 7500 Gulden in Gold. „De roede Molen“ wurde 1795 bzw. 1810 als Galerieholländer neu aufgebaut.
Am 20. November 1822 um 5 Uhr morgens stand die Rote Mühle in hellen Flammen. Sie brannte bis auf das Mauerwerk nieder. Im Jahre darauf wurde die ursprünglich dreistöckige Mühle als vierstöckiger Galerieholländer wiederaufgebaut. Mühlenpächter war lange Jahre der Müller W. C. Bohlen, der verschiedene Verbesserungen, wie Beutelkisten zur Erhöhung der Qualität des Mehles, einbauen ließ. Der wirtschaftliche Druck der aufkommenden Dampfmühlen machte sich schon damals bemerkbar.
Die Mühle wurde von der vereinigten Mühlensozietät an den Müller Albrecht Diedrich Staal zu Emden am 4. Dezember 1895 veräußert und ihm eine Versicherungspolice mit Datum vom 5. Juni 1896 ausgestellt. Es gehörte zu der Mühle das Müllerhaus in der Großen Brückstraße Nr. 3/4, das damals von Staal bewohnt wurde.
Die Brände der Mühle
Der erste Brand ereignete sich am 1. November 1913. Am 7. Januar 1914 stellte der Müller Diedrich A. Staal ein Gesuch zum Neuaufbau der Mühle. Der Bauantrag wurde am 12. März 1914 genehmigt. Die Bauarbeiten führte der Mühlenbauer Bernhard Dirks, wohnhaft Wilhelmstraße 101, aus. Ende Juli 1914 war die Mühle in alter Form wiederhergestellt. Am 16. August 1916 um 12:35 Uhr schlugen die Flammen erneut aus der Mühle. Sie wurde aufgrund der Materialsperre in der Zeit des Ersten Weltkrieges nicht wieder aufgebaut und der Mühlenstumpf deshalb nur mit einem provisorischen Dach versehen. Die Bemühungen zum Wiederaufbau wurden nach dem Zweiten Weltkrieg fortgeführt. Um den Betrieb wieder aufnehmen und ihn erweitern zu können, wurde bei der Stadt Emden ein Antrag zum Neubau eines Müllereigebäudes gestellt. Dem Antrag wurde 1945 stattgegeben mit der Auflage, die Rote Mühle wieder aufzubauen. Daraus wurde jedoch nichts. Der Betrieb der Roten Mühle wurde am 25. Januar 1966 stillgelegt. Danach ging sie in den Besitz der ev. ref. Gemeinde Emden über, die in den Jahren 1970/72 in der Mühle einen Kindergarten einrichtete.

## „De Weite Molen“
Die „Weizenmühle“, auch „Schwarze Mühle“ genannt, wird nach Walther Voigt das erste Mal am 6. Oktober 1594 als Ortsbezeichnung in den Kontraktenprotollen des Amtes Emden 120 S. 353 erwähnt, und in den folgenden Jahren ist die Mühle auf den Stadtplänen von Peter Bast um 1599 sowie bei Ubbo Emmius: Ostfriesland (Wicht) in der Nebenkarte von Emden, dargestellt. Errichtet wurde die Mühle jedoch schon im September 1574. In einer Heuer-Certer von 1651 bekennt Ulrich, Graf zu Ostfriesland, dass seine Schwarze Mühle in Emden dem Egbert Lüties verheuert wurde. Verschiedene Pächter nannten die Rentei Rechnungen des Amtes Emden in den Jahren 1656–1658.
Am 27. Oktober 1707 verfällt das Kapital von Remcke Jansen Erben durch eine Cession an Assessor Daniel Tiashens und Gabriel Meder. Es soll danach eine Kap und Stendermühle aufgebaut werden. Die erteilte Baugenehmigung der fürstlichen Regierung vom 27. Oktober 1707 verlieh das Recht, die Mühle sowie vorher (wie die frühere 1703 vom Sturm zerstörte) zu gebrauchen. Der Rat der Stadt Emden vergab im Jahre 1711 das Recht, eine neue Mühle auf dem Wall zu setzen. Im selben Jahre wird die Mühle neu aufgebaut. 1810 wurde die Mühle erneuert. Diese Aussage machte sowohl Heinrich Siebern wie auch der Stadtsyndikus Metger in einem Vermerk vom 21. Juni 1876 in Sachen Besitzstörung zwischen der vereinigten Mühlensozietät und der Stadt Emden: „Vielmehr ist aus der an der Mühle angebrachten Jahreszahl 1810 zu entnehmen, dass die Mühle damals neu errichtet worden ist.“ Ob die Mühle seinerzeit völlig neu errichtet oder ob nur bestimmte Teile erneuert wurden, konnte urkundlich nicht festgestellt werden.
Im Adressbuch 1877/1878 wird der Kornmüller Foget als Pächter angeführt dem in der Zeit von 1888 bis 1891 Voss folgt. Der Müller I.E. Flyr betrieb die Mühle vom 15. Februar 1891 bis 1. Mai 1891. Die vereinigte Mühlensozietät verpachtete danach die Mühle an Claas Heeren, der ein Jahr später Eigentümer der Weizenmühle wurde. Der Müller Garrelt Buismann erwarb am 1. Mai 1905 die Mühle von dem Vorgenannten.
Im Jahre 1946 wurde an der Mühle ein zweigeschossiger Anbau errichtet, um den Einbau von neuzeitlichen Getreideverarbeitungsmaschinen (zehn Walzenstühle) zu ermöglichen. Die Sicherung der Ernährung der Bevölkerung hatte seinerzeit Vorrang. Der Müller Buismann unterzeichnete wie auch Staal bei der Roten Mühle eine Verpflichtung, die Mühlenflügel wieder anzubringen. Dieser Verpflichtung kam er im Jahre 1948 nach. Im Februar 1952 stellte der Mühlenbaumeister Harders fest, dass die eisernen Mühlenflügel an mehreren Stellen gerissen und deshalb heruntergenommen werden müssten.

## Mühle beim Herrentor
Die Mühle auf dem Borssumer Dwenger (Wallzwinger) wurde bereits von Peter Bast auf dem Plan der Stadt von 1599 sowie von G. E. Piloot in dem Aufriss der Befestigungsanlagen aus dem Jahre 1615 eingetragen. Auf dem Stadtplan von Braun und Hogenberg aus dem Jahre 1595 ist die Mühle noch nicht vorhanden. Der Borssumer Dwenger lag früher im Bereich der Friedrich-Ebert-Straße zwischen der Straße Am Herrentor und der Martin-Faber-Straße. Walther Voigt erwähnte die Mühle 1609 sowie 1657, 1660 und 1663, als Egbert Luitiens Müller von verschiedenen Kreditgebern auf seine „bei die Here Poorte stehende neye Mohle“ Geld aufnahm.
„Darauf haben Endunterschriebene die bei der Herrenpforte stehende vermittelst einer nicht geringen Summe Geldes an sich gebracht und zu einer Barckmühle aptieren zu lassen und für 10 Jahre Freiheit von dem Windgelde erhalten. Danach sollen sie jährlich 25 gl. bezahlen. Die Mühle befindet sich aber in einem anderen Stand, weil der daran liegende Wall danach viel höher aufgeführt worden. Dadurch ist die Mühle gleichsam in einem Sumpf zu stehen gekommen und schlägt daher der über den hohen Wall herkommende Wind bisweilen mit solcher Vehemenz darauf zu, dass die Ruhten und Segel solches unmöglich ausstehen können, sondern zum öfteren gänzlich dadurch ruiniert werden; Reparation also viel teurer. Müssten mit Barckmahlen aufhören. Dadurch würde der westfälische Barckhandel aufhören und der dabei erzielte Gewinn wegfallen. Er würde dann leicht nach Leer kommen ... Unterschrift C. Tholen.“
Ein Datum, wann das Schreiben verfasst worden ist, fehlt. Friedrich Arends berichtet, dass diese Mühle im Jahre 1808 abgebrannt und danach nicht wieder aufgebaut worden sei. Um einen Neuaufbau hatte sich am 8. Juli 1818 der Müller Dirk Suntken Gerdes Kruse aus Katharinenfeld bei Aurich beworben und in dieser Sache einen Brief an die Provinzialregierung gesandt. Er bat um die Konzession, in der Stadt Emden auf dem Strohdeich eine Peldemühle erbauen zu dürfen, da die alte vor sieben Jahren abgebrannt sei. Drei Tage später, am 11. Juli 1818, bekam er ein Ablehnungsschreiben mit der Begründung, dass die vorhandenen Mühlen in der Stadt Emden ausreichten.